# Боснія і Герцеговина у Другій світовій війні

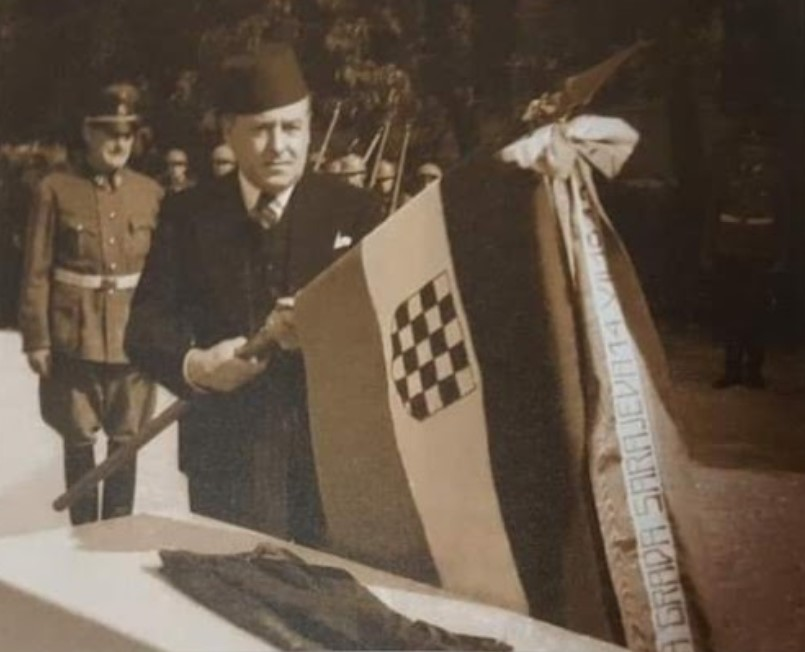
Мер Сараєва Мустафа Софтич із прапором НДХ (1943 р.)

Боснія і Герцеговина у Другій світовій війні — частина історії Боснії і Герцеговини, обмежена часовими рамками Другої світової війни.
Після того, як Королівство Югославія під час Другої світової війни захопили країни Осі, воно розпалося на свої історичні та етнічні складові. На його хорватській частині з допомогою Німеччини та Італії 10 квітня 1941 року було проголошено Незалежну Державу Хорватію (НДХ), якій з історичних, етнічних та культурних міркувань було передано і Боснію та Герцеговину. Як одну з підстав приєднання до НДХ називали той факт, що Боснія і Герцеговина та Хорватія складають одне геополітичне ціле, в середні віки вони були частиною хорватського, а потім хорватсько-угорського королівства, а з 1878 р. після окупації і з 1908 р. після анексії країни Австро-Угорщиною перебували в одній і тій самій державі. Крім того, Боснія і Герцеговина тяжіє на захід і до Хорватії у транспортному і культурному відношенні. Значна частина мусульман тоді ще вважалася «хорватами ісламського віросповідання», оскільки на той час процес їхнього національного дозрівання і політичної інтеграції ще не був завершеним.
Правління держав Осі в Боснії обернулося повальними переслідуваннями і масовими вбивствами місцевих незручних для окупаційної влади людей та антифашистів. Багато боснійських сербів взялися за зброю і приєдналися до четників — сербського націоналістичного роялістського руху опору, який проводив малоефективну партизанську війну проти нацистських окупантів, а пізніше вдався до співпраці з ними у війні проти комуністичних партизанів. Окрім прибічників комуністів четники також переслідували та вбивали громадян, які не належали до сербів.
Босняки за режиму усташів називалися «цвітом» хорватського народу, а БіГ — «душею і серцем» НДХ. Частина мусульманських політиків пішла на співпрацю з усташами. Значна частина населення була абсолютно байдужою до нової влади, а основна маса вчинила опір і приєдналася до партизанів, що зробило Боснію головною ареною військових дій під час Другої світової війни на території колишньої Югославії.
Боснія була географічною матір'ю партизанського руху, забезпечуючи достатній простір серед своїх гір для навчання та вдосконалення.— Безіл Девідсон
Партизанські загони, які югославські комуністи під проводом Тіто організовували у Боснії, починаючи з 1941 року, були багатонаціональними силами опору, що воювали як проти країн Осі, так і проти четників. 29 листопада 1943 року Антифашистська рада народного визволення Югославії (АРНВЮ) на чолі з Тіто провела свою установчу конференцію у місті Яйце, де Боснію і Герцеговину було відновлено як республіку у межах майбутньої югославської федерації в її кордонах доби османського владарювання, на знак чого було створено республіканське відгалуження АРНВЮ — Державну антифашистську раду народного визволення Боснії та Герцеговини.
Водночас, гори Боснії і Герцеговини дозволили якнайдовше протриматися в цьому краї всім антикомуністичним силам. Зокрема, тут відбулась одна з останніх сухопутних битв Другої світової війни в Європі — Битва за Оджак.
Кінець кінцем, військовий успіх партизанів спонукав союзників у Другій світовій війні до підтримки саме їх, а закінчення війни привело до заснування Федеративної Народної Республіки Югославії, за конституцією якої з 1946 р. Боснія і Герцеговина офіційно стала однією із шістьох союзних республік у цій новій державі — Народною Республікою Боснією і Герцеговиною.

## Історія

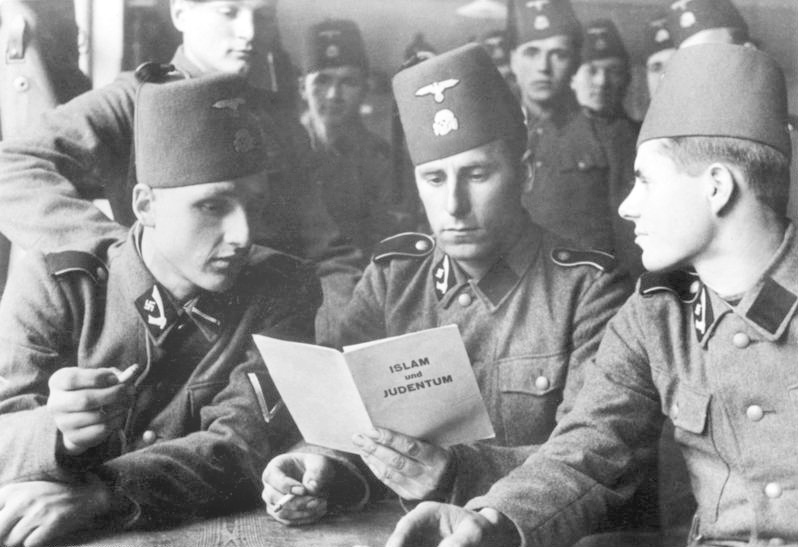
Вояки 13-ї гірської дивізії СС «Ханджар», 1943

Ідея хорватської держави, якої домагався хорватський народ і яка втілилася в акті проголошення НДХ, мала глибоке коріння у прагненні до самостійності й свободи, потужно підсиленому стражданням і переслідуваннями під великосербським режимом Королівства Югославії. За іронією долі, цю ідею дуже швидко зрадив саме Павелич зрадою і продажем історичних хорватських земель у Далмації на користь фашистської Італії, а також політикою геноциду його режиму, який слухняно наслідуючи новий порядок Гітлера, від якого залежав, долучився до переслідування євреїв і циган та скористався нагодою звести порахунки із сербами. У випадку із сербським населенням завдання «полегшувалося» спорадичними різанинами, які загони великосербських роялістів-четників та інших терористичних груп скоювали проти хорватів у період безвладдя напередодні проголошення НДХ, а також опісля.
12 жовтня 1941 року група зі 108 відомих мусульманських громадян Сараєва підписала Резолюцію мусульман Сараєва, за якою вони засудили переслідування сербів, влаштовані усташами, відмежувавши мусульман, які брали участь у таких переслідуваннях, від решти мусульманського населення, оприлюднили інформацію про переслідування сербів мусульманами та попрохали захисту для всіх громадян країни незалежно від їхнього самовизнання.
Оскільки влада НДХ не змогла забезпечити дієвий захист мусульманських сіл від нападів четників і партизанів, між босняцькими представниками у владі із 1942 р. виникає рух, який прагне до відокремлення або, принаймні, максимальної автономії БіГ у рамках НДХ. Підписання угоди про співпрацю між владою НДХ та деякими ватажками (воєводами) четників у середині 1942 року ще більше сприяло недовірі мусульман до НДХ. Автономістський рух очолював один із вищих офіцерів домобранства Мухамед Гаджиефендич. У справі втілення ідеї автономії мусульманські політики намагалися заручитися підтримкою самого Гітлера, запропонувавши йому службу мусульман у підрозділах СС. Боснія б у такому випадку набувала статусу автономії під керівництвом німецького губернатора, Східна Герцеговина була би приєднана до Чорногорії, а Західна Герцеговина залишилася б у НДХ. Гітлер не погодився з ідеєю боснійської автономії, але схвалив ідею створення мусульманського підрозділу СС, і таким чином 1944 року сформовано 13-ту гірську дивізію СС «Ханджар», яку офіційно називали 1-ю хорватською. Формування було не дуже успішним, а багато його бійців перебігли до партизанів. Єдиним мусульманином, відзначеним під час Другої світової війни німецьким Залізним Хрестом, був імам Халім Малкоч. Однак існування такого підрозділу послужило зручною підставою для антимусульманської пропаганди у післявоєнній Югославії.

## Адміністративно-територіальний поділ

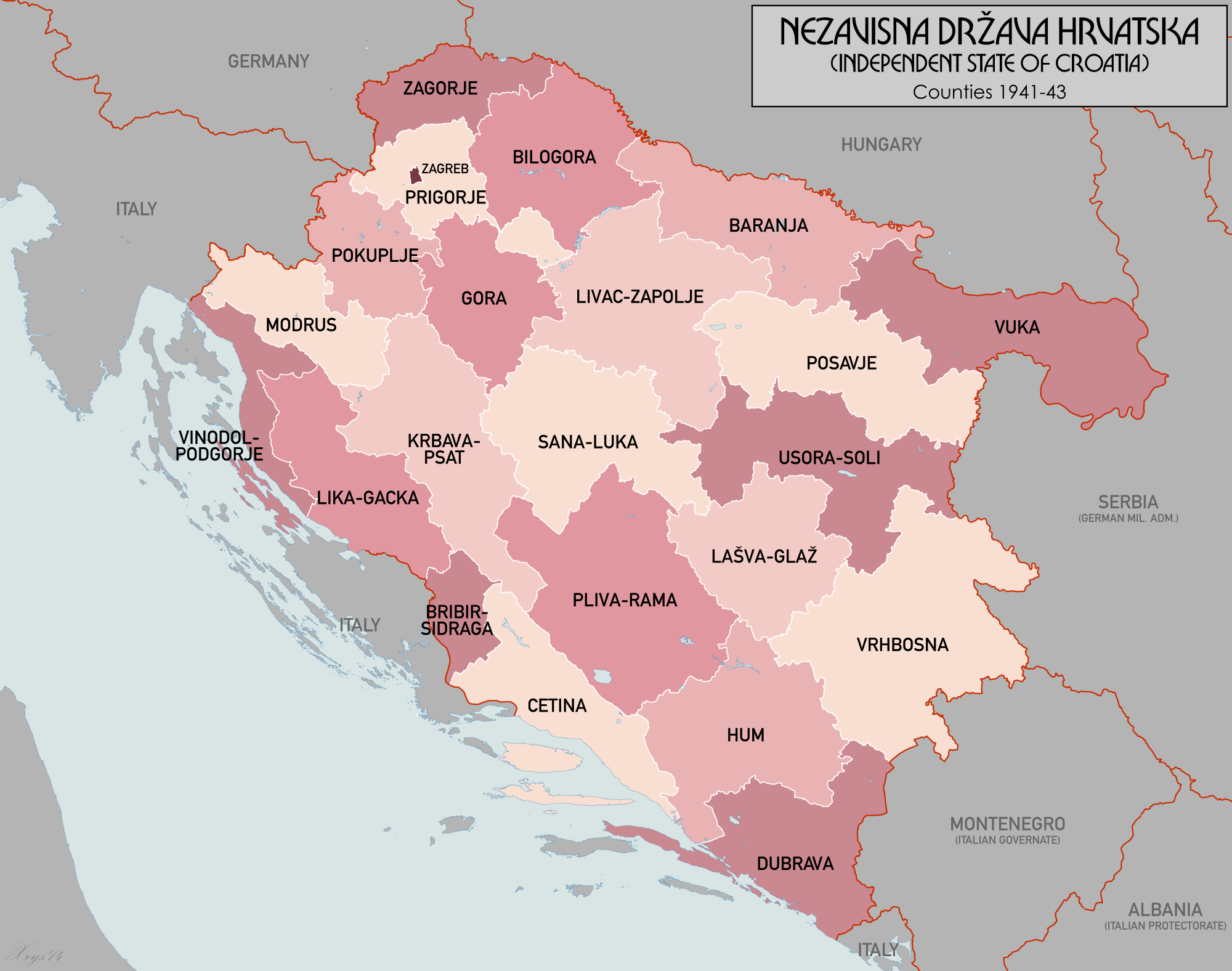
Поділ НДХ на жупи до падіння Італії

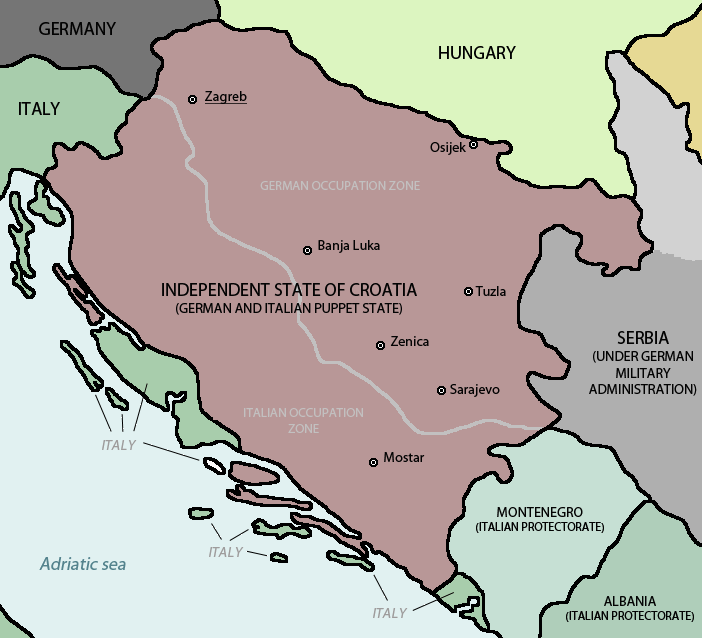
Демаркаційна лінія між німцями та італійцями в Незалежній Державі Хорватії

Незалежна Держава Хорватія станом на липень 1941 року поділялася на 22 адміністративні одиниці верхнього рівня — великі жупи. На землях Боснії та Герцеговини під владою НДХ великі жупи називалися на честь адміністративних одиниць часів середньовічної боснійської держави:
1. Врхбосна (з адміністративним центром у Сараєві)
2. Хум (Мостар)
3. Усора і Солі (Тузла)
4. Сана і Лука (Баня-Лука)
5. Лашва і Глаж (Травник)
6. Крбава і Псат (Бихач)
7. Плива і Рама (Яйце)

До того ж на боснійсько-герцеговинській території частково містилися такі великі жупи:
1. Гора (з адміністративним центром у Петріні)
2. Дубрава (Дубровник)
3. Лівац і Заполє (Нова Градишка)
4. Посав'є (Славонський Брод)
5. Цетина (центр спочатку в Омиші, потім у Спліті)
6. Брибір-Сидрага (Книн)

Таким чином, адміністративна влада НДХ, проводячи поділ на великі жупи, у декількох випадках поєднувала власне хорватські землі з боснійськими у межах однієї жупи з центром на власне хорватській території, тим самим розмиваючи історичні (османські та австро-угорські) кордони Боснії і Герцеговини.
Столицею передбачалося зробити боснійське місто Баня-Лука як географічне осереддя всієї Незалежної Держави Хорватії.
Нацистська Німеччина та фашистська Італія розглядали Незалежну Державу Хорватію як державу-сателіт, розділивши її на дві свої зони інтересів. Італія зайняла смугу у 100—120 км від Адріатичного узбережжя углиб території, а вся подальша решта до Дрини, Драви та Дунаю перебувала у німецькій зоні впливу. Демаркаційна лінія цього поділу проходила на південь від Самобора до Яйця, Бугойна і Горажде на Дрині. Внаслідок такого розмежування західна частина Боснії та вся Герцеговина опинилася під непрямою окупацією італійців, а решта Боснії перебувала під такою ж окупацією німців.